# Phazaca kellersi
Phazaca kellersi är en fjärilsart som beskrevs av Willie Horace Thomas Tams 1935. Phazaca kellersi ingår i släktet Phazaca och familjen Uraniidae. Inga underarter finns listade i Catalogue of Life.